# 清水孝夫
清水 孝夫（しみず たかお、1940年8月26日 -  ）は、日本の実業家。モスフードサービス取締役社長や、同社取締役会長を務めた。

## 人物・経歴
埼玉県出身。実家は農家。1959年埼玉県立浦和商業高等学校卒業、日興證券入社。1975年モスバーガーチェーン加盟。1983年リブ・オン・サービス設立。1984年モスフードサービス営業部長。1994年モスフードサービス取締役社長。櫻田慧取締役会長死去後の混乱の渦中、1998年にモスフードサービス取締役会長に就いたが、同年取締役会で解任され取締役相談役に退いた。